# Régine Zylberberg
Régine Zylberberg más conocida como Régine (Etterbeek, Bélgica; 26 de diciembre de 1929-  Isla de Francia, 1 de mayo de 2022)  fue una cantante, actriz y empresaria de discotecas francesa nacida en Bélgica. Se autodenominó la "Reina de la Noche". Considerada una de las fundadoras de las discotecas en Europa, del Twists en ese continente y uno de los primeros iconos de la comunidad homosexual.

## Carrera
Hija de padres judíos polacos, pasó gran parte de sus primeros años escondiéndose de los nazis en Francia ocupada durante la guerra. Después de la guerra,  a los veinte años comenzó a vivir en París donde comenzó como vendedora de ropa. De madre ausente, su padre jugador (Joseph Zylberberg) perdió su panadería tras una jugada de póker. Régine dijo sobre su infancia: 

"Estuve dos años en un convento transformado en refugio para ancianos. Así que sí, almacené mucho dolor. Pero siempre seguí riendo y bailando. Nunca perdí mi buen humor. Durante el éxodo, por ejemplo, improvisé una pista de baile: hice un círculo alrededor de un árbol y no dejaba entrar ahí más que a los que yo elegía…”

 Una infancia precaria que, según ella, inspiró al mismísimo Romain Gary (aka Émile Ajar) para su célebre libro La vie devant soi (La vida por delante).
Tenía los cabellos platinados. Debutó en locales nocturnos como empleada de guardarropa. Su gran carga de simpatía le hizo rápidamente procurarse muchos amigos. Uno de estos amigos, Paul Pacini, rey de la noche parisiense le dice un día: "Visto que quieres una boite toda tuya, te alquilo Whisky a go-go". Ella por supuesto aceptó el ofrecimiento a pesar de ser una discoteca que trabajaba muy mal. Regine en poco tiempo hace que sea lugar de peregrinaje de todos los noctámbulos. Después de Whisky a go-go llegó Chez Regine's. Un local suyo. Desde aquí lanza el "twist" que, en poco tiempo, se impone en toda Europa. Es ella la que enseña la nueva danza al Aga Khan, a Porfirio Rubirosa, a Cristina Onassis y a todos los famosos.
Luego nació el New Jimmy's un club diverso, en donde se reúnen los clientes más importantes, pudiendo ir con quien les plazca y cuando les plazca, sin correr ningún riesgo de ser vistos, ya que aquí no entraban los plebeyos, ni los indiscretos, ni los periodistas.
Transformó sus locales parisinos en escuelas para playboys, reuniendo a los muchachos de entre 14 y 17 años en el New Jimmy's, y en el de Regine's a niños de 9 y 13 años. Sobre ello Regine comentó: 

"Los chicos se divierten muchísimo y yo en tanto me cultivo a los clientes del mañana y les enseño cómo presentarse frente al mundo. Naturalmente tampoco para los niños hago excepciones. Pueden venir a mis locales solamente aquellos que tienen documentos del club, documentos que yo concedo después de la presentaciones de los padres que tienen que ser mis viejos clientes".

 Françoise Sagan, su mejor amiga dijo de ella: 

"Egocéntrica, inmensamente feroz. Tiene supersticiones terribles. Cree solamente en su magia personal".

Se casó en 1969 con Roger Choukroun y fue dueña de una cadena de locales nocturnos que llevaban su nombre y a los cuales se tiene acceso solamente si es una personalidad, o un millonario con buena conducta. De conducta cordial y amable, se la solía ver siempre rodeada de baldes de champán al hielo que compartía con sus visitas.
Se convirtió en cantante de antorcha y en 1953 fue gerente de un club nocturno en París. Se le atribuye la invención de la discoteca moderna, en virtud de la creación de una nueva atmósfera dinámica en Whiskey à Gogo de París, con la omnipresente máquina de discos reemplazada por disc jockeys que utilizan tocadiscos enlazados. 
En 1957, abrió la Chez Régine en el Barrio Latino, que se convirtió en el lugar para ser visto por playboys y príncipes. A medida que la celebridad de Zylberberg se expandió, estableció otros lugares bajo el nombre de Chez Régine's en Londres, Nueva York, Montecarlo y otros lugares. Se trataba de lugares ultra selectivos en ubicaciones urbanas privilegiadas, todos con su característico diseño de "estilo disco". Zylberberg Paris Whisky à Gogo se convirtió en la inspiración para el posterior establecimiento de la discoteca Whiskey a Go Go en Los Ángeles.  Sus dos intentos de abrir clubes en Londres fracasaron en unos meses y culpó de esto a lo que llamó la "falta de estilo" británico.
Habilita en París el New Jimmy en Montparnasse, club abierto en 1963 y que representó la consagración de ella como empresaria. Para poder encontrarla era necesario ir al Regine's en rue Ponthieu, a espaldas de Champs Elysées, el más exclusivo de sus locales, abierto en 1973.
A sus locales concurrieron celebridades como Familia Rothschild, Carolina de Mónaco, Elizabeth Taylor, Ira De Furstenberg, Karl Lagerfeld, Julio Iglesias, Liza Minnelli, Ursula Andress, Jack Nicholson, al duque de Windsor  y petroleros texanos y altos funcionarios de diversos estados. También estableció Jimmy'z, un club nocturno en Mónaco, en 1974. También colaboró en su carrera musical con Serge Gainsbourg y Charles Aznavour. Fue uno de los primeros íconos gays.
Fue idea suya la de sustituir las máquinas juke-box (en la que cada uno ponía la canción que le apetecía) por pinchadiscos para evitar esa manía tan de la época de que algún pesado pusiera el mismo tema cinco veces seguidas destrozando el ambiente de la sala. También fue ide suya la de hacer fiestas temáticas (Barbarella, año nuevo ruso, noche marroquí o un concurso presidido por Warhol), y esa estrategia de restringir la entrada creando un empeño voraz por estar ahí.
En la década de 1970, Zylberberg se mudó a Nueva York y vivió en una suite del Hotel Delmonico donde abrió uno de sus clubes en la planta baja del hotel. El club sirvió comida bajo la dirección del chef francés Michel Guérard. En ese momento había 25 clubes que llevaban su nombre en tres continentes y se decía que uno podía ir de fiesta en un Zylberberg's en algún lugar del mundo 17 horas de cada 24. Renovó los jardines de Kensington Roof sobre Barkers y lo convirtió en un club nocturno llamado Régine's. En la década de 1970, diseñó una línea de ropa de noche Ready-to-Dance que era resistente a las arrugas y, por lo tanto, podía empacarse, que se vendió en Bloomingdale's. En 1988, estuvo a cargo del Restaurante Ledoyen en los Campos Elíseos en París.
En cuanto a su carrera como cantante su tema Les petits papiers, compuesta por Gainsbourg, se estudia en los colegios y formó parte del patrimonio de la canción francesa. Además tuvo una larga incursión como actriz en películas francesas desde 1960  hasta mediados de 1990.
Fundó en 1984 SOS Drogue International, una enorme asociación antidroga.
El 22 de abril de 1996, Regine y su hijo fueron arrestados por negarse a cumplir con las solicitudes de la tripulación y fumar en un vuelo de American Airlines. Se alegó que, aunque viajaba en clase turista, Régine había exigido una mejora de primera clase, que la aerolínea rechazó.

## Vida privada
Tuvo un solo hijo  con Paul Rotcage llamado Lionel Rotcage, nacido en 1948 y quien murió en 2006 a los 58 años, víctima de un cáncer de pulmón. Reputado periodista , sufrió en 1971 una enorme tragedia tras la muerte de su hijo de once meses en un accidente de tráfico. Se casó en segundas nupcias con Telsche Boorman (la hija del cineasta británico John Boorman), quien falleció en 1997. Resultado de ese fallido matrimonio, nació Daphné, con quien Régine mantenía una unión muy estrecha. Lionel volvió a casarse con la artista y empresaria Sylvie Bezançon, previamente casada con Claude Perdriel, uno de los pesos pesados de la industria editorial en Francia. El romance obligó a Lionel a dimitir de Challenges, semanario económico perteneciente al grupo editorial de Pedrier.

## Filmografía
- 1994: Grosse fatigue como Régine
- 1984: Los locos defensores de la ley como Simone
- 1978: Robert et Robert como Mme Villiers
- 1976: Elemental, Dr. Freud como Madame
- 1973: Anna Kauffmann como Julie, la prostituta
- 1970: Sortie de secours
- 1968: Mazel Tov ou le mariage como Marthe
- 1964: Un monsieur de compagnie
- 1962: Le couteau dans la plaie como Sra. Wade
- 1962: La gamberge como Régina

## Televisión
- 2014: Scènes de ménages como la abuela de Emma
- 2011: Le grand restaurant II
- 1989: Champs-Elysées
- 1986: Sins como Madame Liu. Serie con Joan Collins, Timothy Dalton y Jean-Pierre Aumont.
- 1966/1970: Die Drehscheibe como cantante.

## Temas interpretados
- Les petits papiers
- La grande Zoa
- Je survivrai (versión francesa del tema de Gloria Gaynor, I Will Survive.
- Paris